# Mariusz Zembrzuski
Mariusz Zembrzuski ps. Jacek (ur. 1 kwietnia 1923 r. w Giedni zm. 1 lipca 2014 w Warszawie) – prawnik, związkowiec, żołnierz Batalionów Chłopskich, porucznik.

## Życiorys
Urodził się w rodzinie chłopskiej jako syn Józefa i Marianny. W młodości zamieszkał w Winiarach. Należał do ZHP. W gimnazjum był komendantem Przysposobienia Wojskowego. W 1939 zdał małą maturę. 
W kampanii wrześniowej walczył jako ochotnik. Służył w jednostce saperów pod Włodawą. W 1943 wstąpił do Batalionów Chłopskich. W okresie pomiędzy 20 września 1943 a 22 lutego 1944 elew Sandomierskiej Szkoły Podchorążych Piechoty BCh, którą ukończył z pierwszą lokatą. Organizacyjnie podlegał Leonowi Cieśli. Od września 1943 należał do Oddziału Partyzanckiego LSB, a od 10 stycznia 1944 samodzielnie dowodził Oddziałem Partyzanckim. Brał udział w akcjach dywersyjno-sabotażowych i zbrojnych. W czasie ataku na posterunek Sonderdienstu w Przeczowie 23 lutego 1944 został ciężko ranny. Dowództwo po nim objął Mieczysław Wałek.
Po zakończeniu wojny należał do ZMW Wici i PSL. Studiował na Wydziale Prawa Uniwersytetu Jagiellońskiego i ukończył go z tytułem magistra prawa. Podjął pracę w NBP, a później w Ministerstwie Pracy, Płac i Spraw Socjalnych, gdzie pracował jako dyrektor departamentu. Działał w Związku Zawodowym Bankowców, gdzie był przewodniczącym Rady Zakładowej Centrali Banku i członkiem Zarządu Głównego Związku Zawodowego Pracowników Banków. Należał do Ogólnopolskiego Związku Żołnierzy Batalionów Chłopskich.

## Odznaczenia
- Krzyż Srebrny Orderu Virtuti Militari
- Medal 40-lecia Polski Ludowej